# Leopold Dušinský
Leopold Dušinský, podle matriky Leopold Dussjk, (15. prosince 1833 Letohrad – 14. července 1911 Nitra) byl slovenský varhaník a hudební skladatel církevní hudby narozený v Čechách.

## Život
Narodil se v Letohradu ve východních Čechách. Hru na varhany studoval na Varhanické škole v Praze u Karla Františka Pitsche. Po absolvování školy odešel na Slovensko a stal se varhaníkem v Bánovcích nad Bebravou. V roce 1863 získal místo správce kůru v katedrále sv. Jimrama v Nitře. Byl zde varhaníkem i sbormistrem. Kromě toho vyučoval hře na housle a klavír. V Nitře působil až do své smrti v roce 1911.
Komponoval převážně chrámovou hudbu ve stylu Haydna, Mozarta a českého klasicismu. Napsal rovněž několik světských skladeb na maďarské texty. Zpracovával však i lidové písně z nitranského kraje.
Několik jeho drobnějších skladeb vyšlo ve sbírce Apollo v letech 1872–1873. Dále tiskem vyšel Hymnus Jubilaris pro smíšený dvojsbor. Ostatní skladby zůstaly v rukoopise a jsou dnes většinou ztraceny.

## Z díla
- Slavnostní mše k jubileu papeže Lva XIII.
- Mše D-dur
- Žalm 99
- Žalm 126
- Zabudnutie (písně s doprovodem klavíru)
- hymny a církevní písně